# Кожай-Андрієво
Кожа́й-Андрі́єво (рос. Кожай-Андреево, башк. Кожай-Андреев) — село у складі Туймазинського району Башкортостану, Росія. Входить до складу Каратовської сільської ради.
Населення — 25 осіб (2010; 44 у 2002).
Національний склад:
- мордовці — 91 %